# Sylvester William Treinen
Sylvester William Treinen (Donnelly, 19 novembre 1917 – Missoula, 30 settembre 1996) è stato un vescovo cattolico statunitense.

## Biografia
Nato a Donnelly (Minnesota) da William John e Kathryn Treinen, frequentò il seminario pastorale di Onamia (1935-1941) e conseguì il bachelor of arts nel 1943 presso il Saint Paul Seminary School of Divinity a Saint Paul; fu ordinato il 11 giugno 1946.
Fu sacerdote nella diocesi di Bismarck, nello stato di Dakota del Nord, curato a Dickinson (1946-1950) e segretario del vescovo Vincent James Ryan e del suo successore Lambert Anthony Hoch (1950-1953), poi fu curato nella cattedrale dello Spirito Santo (1950-1957), cancelliere vescovile (1953-1959), curato nella chiesa di Sant'Anna a Bismarck (1957-1959). Dal 1959 al 1962 fu parroco nella chiesa di San Giuseppe a Mandan.
Il 19 maggio 1962 fu nominato vescovo della diocesi di Boise City, nel Idaho, da papa Giovanni XXIII. Ricevette la consacrazione episcopale dal vescovo Hilary Baumann Hacker con Peter William Bartholome e Lambert Anthony Hoch.
Dopo aver retto per 26 anni, come vescovo, la diocesi di Boise City, il 17 agosto 1988 si ritirò per raggiunti limiti di età. Gli succedette Tod David Brown. Morì a Missoula, nello stato di Montana, a 78 anni.

## Genealogia episcopale e successione apostolica
La genealogia episcopale è:
- Cardinale Scipione Rebiba
- Cardinale Giulio Antonio Santori
- Cardinale Girolamo Bernerio, O.P.
- Arcivescovo Galeazzo Sanvitale
- Cardinale Ludovico Ludovisi
- Cardinale Luigi Caetani
- Cardinale Ulderico Carpegna
- Cardinale Paluzzo Paluzzi Altieri degli Albertoni
- Papa Benedetto XIII
- Papa Benedetto XIV
- Papa Clemente XIII
- Cardinale Bernardino Giraud
- Cardinale Alessandro Mattei
- Cardinale Pietro Francesco Galleffi
- Cardinale Giacomo Filippo Fransoni
- Cardinale Carlo Sacconi
- Cardinale Edward Henry Howard
- Cardinale Mariano Rampolla del Tindaro
- Cardinale Rafael Merry del Val
- Cardinale Giovanni Vincenzo Bonzano
- Arcivescovo John Gregory Murray
- Arcivescovo William Otterwell Brady
- Vescovo Hilary Baumann Hacker
- Vescovo Sylvester William Treinen

La successione apostolica è:
- Vescovo Nicolas Eugene Walsh (1974)